# 苦杨
苦杨（学名：Populus laurifolia）是杨柳科杨属的植物。分布于蒙古、西伯利亚以及中国大陆的新疆等地，生长于海拔360米至2,400米的地区，目前尚未由人工引种栽培。